# Krzywa motylkowa (transcendentalna)

Krzywa motylkowa

Krzywa motylkowa – przestępna krzywa płaska odkryta przez Temple H. Faya. Opisują ją następujące równania parametryczne:
{\displaystyle x=\sin(t)\left(e^{\cos(t)}-2\cos(4t)-\sin ^{5}\left({\frac {t}{12}}\right)\right),}
{\displaystyle y=\cos(t)\left(e^{\cos(t)}-2\cos(4t)-\sin ^{5}\left({\frac {t}{12}}\right)\right).}
Można ją również zdefiniować przy użyciu współrzędnych biegunowych:
{\displaystyle r=e^{\sin \theta }-2\cos(4\theta )+\sin ^{5}\left({\frac {2\theta -\pi }{24}}\right).}